# 화개중학교
화개중학교(花開中學校)는 대한민국 경상남도 하동군 화개면 삼신리에 있는 공립 중학교이다.

## 학교 연혁
- 1969년 11월 7일 : 악양중학교 화개분교 설립 인가
- 1970년 3월 20일 : 악양중학교 화개분교 개교
- 1971년 3월 1일 : 학칙 변경(화개중학교로 교명 변경)
- 2016년 12월 15일 : 행복학교 선정(3기)
- 2019년 12월 12일 : 학교단위 공간혁신 대상학교 선정
- 2022년 9월 1일 : 제27대 민지원 교장 부임
- 2023년 1월 10일 : 제51회 졸업식(21명 졸업, 총 졸업생수 4,300명)
- 2023년 3월 2일 : 제53회 입학식(11명)

## 참고 자료
- 화개중학교 - 한국교육학술정보원 학교알리미